# Illinois Indijanci
Illinois.- Konfederacija američkih Indijanaca, sastavljena od plemena Cahokia, Kaskaskia, Michigamea, Moingwena, Peoria i Tamaroa. Illinoisi su pripadali jezičnoj porodici Algonquian, i prvi su rođaci Miami Indijanaca, i vjerojatno su nekada činili jedan narod. Teritorij Illinoisa nalazio se sredinom 17. stoljeća u južnom Wisconsinu, sjevernom Illinoisu i dijelovima Iowe i Missourija, Tada su oni imali nekih 6,500 tisuća, moguće i više kako tvrde neki autori. Jacques Marquette i Louis Jolliet vjerojatno su prvi Europljani što su prolazili (1673) njihovim teritorijem.  Otac Claude Jean Allouez, jezuitski misionar, posjećuje ih 1676. i ostaje godinama s njima. Godine 1750. upadaju u rat s Indijancima Sioux, Fox i Iroquois koji im je smanjio populaciju na svega 2,000. Godine 1769. ubojstvo slavnog poglavice Pontiaca, što ga je ubio neki Kaskaskia Indijanac u selu plemena Cahokia, izazvao je jezerska plemena (Chippewa, Ottawa, Potawatomi, Kickapoo, i Sac & Fox) na rat do istrebljenja Illinoisa. Ovaj rat potraja nekoliko godina, a tek nešto preživjelih Illinoisa našlo je zaštitu (azil) kod svojih franciskih prijatelja u naseljuz Kaskaskia. Do 1800. godine preostalo ih je tek 150. Godine 1833. preostali pripadnici, zastupljeni od plemena Kaskaskia i Peoria, prodaje plemenska zemljišta u sjevernom Illinoisu i kreće na put zapadno od Mississippija. Potomci ova dva plemena danas žive u sjeveroistočnoj Oklahomi s plemenima Wea i Piankashaw (iz grupe Miami). Cijela grupa postaje poznata kao Peoria, i 1908. ima ih 204. Peorie 1959. godine gube federalni status ali je 1978 Kongres opet izglasao priznanje.  Godine 1990. broj im se u SAD povisio na 1,300. 

## Ime
Sami sebe zovu Iliniwek, što je došlo od ilini =' man ',  iw  znači is + ek pluralni završetak, što su Francuzi pretvorili u -ois. Irokezi su ih nazivali i Chicktaghicks, Geghdageghroano, ili Kighetawkigh Roanu. Huron Indijanci zvali su ih Witishaxtánu, što je došlo od Ushaxtáno, njihova riječ za rijeku Illinois.

## Lokalne bande
Spominju se i sljedeća manja Illinois plemena: 
- Albivi , sumnjiva pripadnost, spominje ih samo jedan autor.
- Amonokoa , kod Hennepina, 1680.
- Chepoussa , možda banda s Kaskaskia River udružena s Michigamea Indijancima.
- Chinko , spominju ih Allouez i La Salle.
- Coiracoentanon , ibidem.
- Espeminkia , ib.
- Tapouaro , ib.

Sela
- Cahokia, kod sadašnje Cahokia.
- Immaculate Conception, misija među Kaskaskiama, blizu Rockforda.
- Kaskaskia, kao i Immaculate Conception.
- Matchinkoa, blizu sadašnje Peoria.
- Moingwena, blizu sadašnje Peoria.
- Peoria, blizu sadašnje Peoria.
- Pimitoui, na Illinois River blizu ušća Fox Rivera u Salle County, Illinois.

## Etnografija
Od ranih pisaca Illinoisi su opisani kao visoki i snažni ljudi, lijepog lica. Bijahu vješti u gađanju strijelom, a u ratu su se služili i ratnim kijačama i kopljem. Poligamija je bila uobičajena. Muškarac bi ponekad uzimao nekoliko sestara za žene. Prema Hodgeu, nevjerstvo u braku kažnjavalo se sječenjem nosa, ako je muž bio jako ljubomoran, čak i na osnovu sumnje. Prema njemu ovo vrijedi i za njihove rođake Miami, pa i plemena Sioux i Apache. -Nastambe Illinoisa bijahu komunalne, prekrivene duplim rogožinama, tako dobro sašivenim da nije mogao prodrijeti vjetar, snijeg ili kiša. Svaka ova nastamba imala je i do pet obitelji, prema Hodgeu (koji navodi Hennepina i do 10), no u njegovo doba Illinoisi su bili daleko brojniji, 400 kuća, 6,500 duša s 1,800 ratnika (1680.), svaka obitelj ložila je u ovakvoj nastambi po dvije vatre. Šamanizam je imao veliku ulogu, što se vidi i po njihovim šamanima-transvestitima, s kojima se vodila sprdnja, ali su se i u drugu ruku smatrali veoma moćnima, i poštovalo ih se. Šaman-berdaš, mogao je u rat ići samo s ratnom kijačom. Slično je postojalo i kod Siouxa.

## Vanjske poveznice
- Illinois (Written by: Virginia Haase)
- Illinois Indian Tribe History (Hodge)
- Illinois Indians (by James Mooney)
- Illinois